# Simon Keizer
Simon Nicolaas Keizer (Volendam, 16 mei 1984) is een Nederlands zanger en presentator. Hij vormde samen met Nick Schilder het muzikale duo Nick & Simon. In 2023 stopten ze als muzikaal duo, wel gaven ze aan door te gaan met hun samenwerking voor televisieprogramma's.

## Carrière
Keizer kreeg een eigen gitaar toen hij elf jaar was en deed op zijn twaalfde mee aan een schoolmusical. Op zijn 16e schreef hij zijn eerste nummer, Still Searching, voor zijn overleden vader. Keizer kende Nick Schilder van school en later hebben ze dit nummer samen ingezongen. Sinds 2002 maakt Simon Keizer met Nick Schilder muziek en schrijft hij nummers met en voor Jan Smit. Traditiegetrouw treedt Simon samen met Kees Tol en Jan Smit jaarlijks op op de Volendamse kermis onder de naam "Magical Trio". Onder deze naam brachten zij 4 singles uit. In 2004 deed hij mee met Idols 2, maar hij werd al in de voorrondes uitgeschakeld.
Keizer brak - samen met Nick Schilder - in 2006 definitief door als artiest onder de naam Nick & Simon. In een periode van 17 jaar scoorde het duo talloze hits en verkocht meer dan 1 miljoen exemplaren van verschillende singles, albums en dvd's. 
Keizer werd door Monique Smit gevraagd om nummers te maken voor haar debuutalbum dat in 2007 verscheen. Hij was ook achtergrondzanger bij haar broer Jan Smit. In 2009 won hij in het TROS-programma De beste zangers van Nederland.
Van augustus 2010 tot januari 2011 zat Keizer samen met Nick Schilder in de jury van het RTL 4-programma The voice of Holland. Ze waren coach van Pearl Jozefzoon die tweede werd. Ook in het tweede seizoen was hij samen met Schilder jurylid van The Voice. Ook dat jaar werden zij tweede, dit keer met Chris Hordijk. In 2013 stopte het duo met The Voice of Holland, Ilse Delange nam het stokje van hen over. Nick en Simon bleven nog wel The Voice Kids doen. 
Keizer had ook een eigen televisieprogramma met Nick Schilder "Nick tegen Simon". In 2015 besloot het duo te stoppen met het programma The Voice Kids. Sinds 2016 presenteerde Keizer samen met Nick Schilder en Kees Tol het programma Talenten Zonder Centen dat werd uitgezonden door SBS6.
Begin 2016 maakte Keizer een solo uitstapje met een theatertournee genaamd Ik & Simon. Deze werd gecombineerd met een gelijknamig mini-album en een bijhorend boek waarin Keizer diverse columns en kleine verhalen had opgeschreven.
Keizer is sinds maart 2021 onderdeel van de gelegenheidsformatie The Streamers, die tijdens de coronapandemie gratis livestream-concerten gaven. Nadat de coronaregels in grote lijnen los werden gelaten, kondigde de formatie ook concerten met publiek aan.
In 2021 en 2022 presenteerde hij samen met Nick Schilder het zangprogramma Onmogelijke duetten. In september 2021 deed Keizer mee aan het televisieprogramma Het Jachtseizoen van StukTV op SBS6, waarin hij samen met Britt Dekker een duo vormde. Ze werden gepakt na 3 uur en 1 minuut.
In april 2023 gaf hij met Nick Schilder een concertreeks in Rotterdam Ahoy waarmee hun muzikale samenwerking als Nick & Simon tot een einde kwam. Ze blijven nog wel samen televisie maken.
In 2024 pakte Keizer zijn solocarrière weer op met het uitbrengen van de singles Ik zeg het te weinig, Zomaar zomer en Zin in het leven. Het laatst genoemde nummer diende als titelsong voor de bioscoopfilm Rokjesnacht. In januari 2025 volgden de single Hoogtevrees en op 24 januari zijn tweede soloalbum Ruimte dat een week later op de zesde plek binnenkwam in de Album Top 100.

## Privéleven
Simon Keizer was tijdens oud en nieuw 2000-2001 op 16-jarige leeftijd aanwezig in Café de Hemel in Volendam toen daar de rampzalige nieuwjaarsbrand plaatsvond.
Hij is een achterneef van zowel BZN-zanger Jan Keizer als zangeres Maribelle. Voormalig doelman Frans Hoek is de schoonvader van Keizer. Simon trouwde in 2012 en kreeg met zijn vrouw een dochter (2017) en een zoon (2021). 

## Foto's

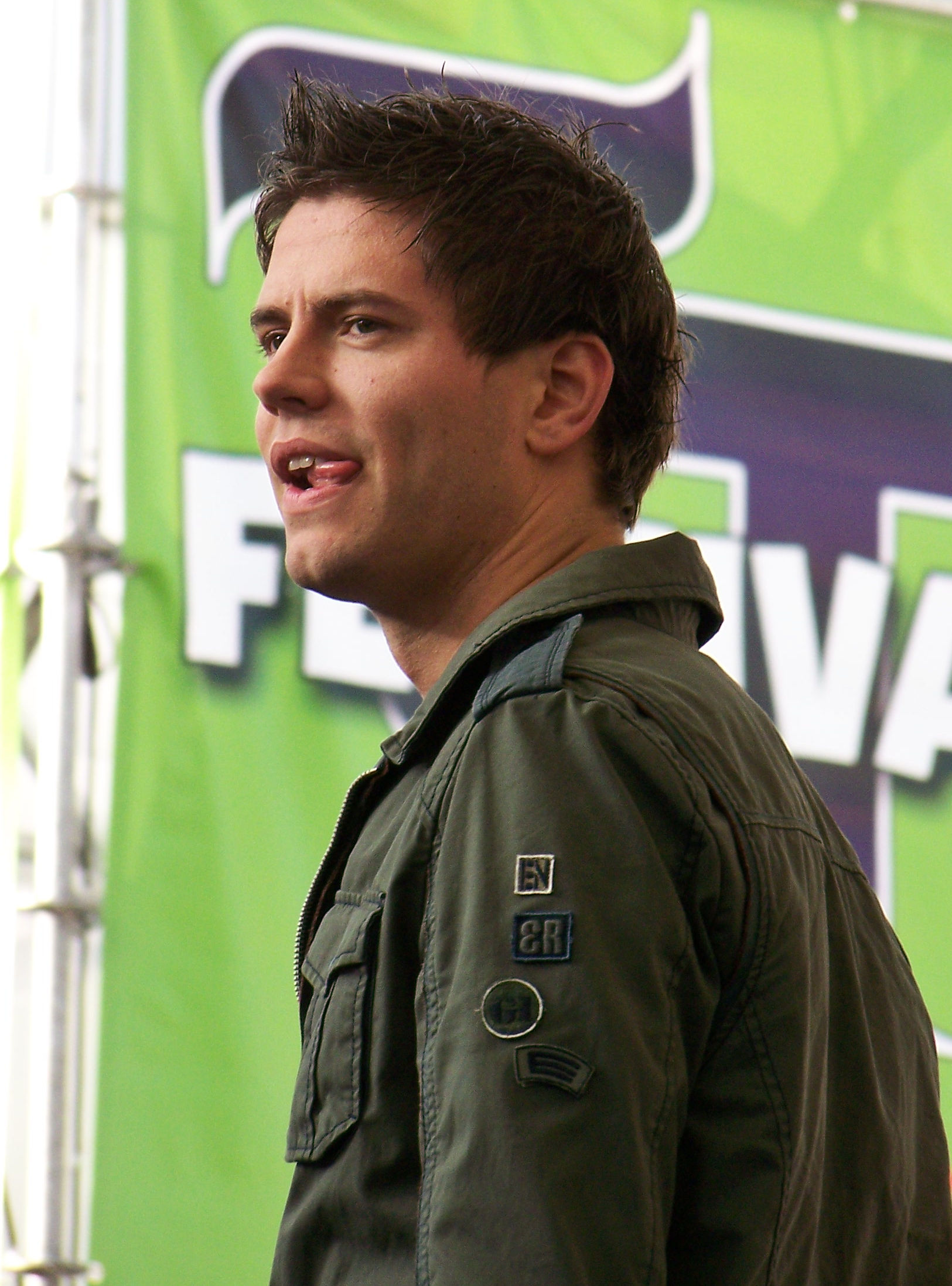
Keizer tijdens een optreden van Nick & Simon in Assen (2007)
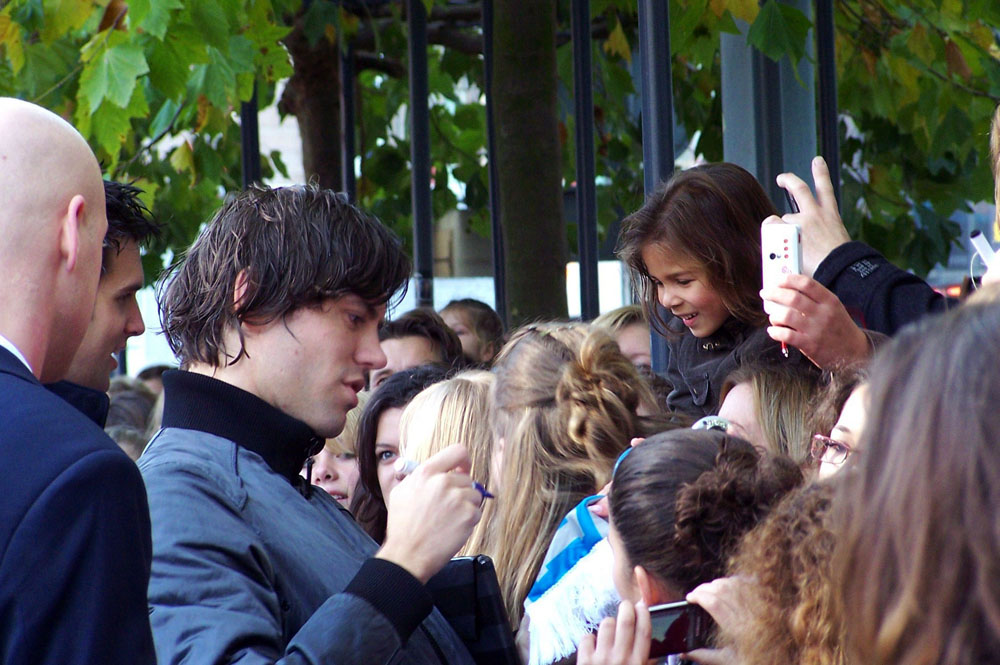
Keizer deelt handtekeningen uit na een optreden in Amstelveen (2008)

## Discografie
Simon Keizer had vooral hits met Nick & Simon, uitzondering hierop was Kijk me na samen met Paul de Munnik.

### Albums
| Album      | Verschijnen      | Label          | Hitlijsten | Hitlijsten | Hitlijsten | Hitlijsten |
| Album      | Verschijnen      | Label          | BE (VL)    | BE (VL)    | NL         | NL         |
| Album      | Verschijnen      | Label          | Piek       | Weken      | Piek       | Weken      |
| ---------- | ---------------- | -------------- | ---------- | ---------- | ---------- | ---------- |
| Ik & Simon | 12 februari 2016 | SK             | 45         | 3          | 6          | 12         |
| Ruimte     | 24 januari 2025  | Music On Vinyl | —          | —          | 6          | 1*         |

### Singles
| Lied                            | Verschijnen       | Album                         | Hitlijsten | Hitlijsten | Hitlijsten  | Hitlijsten  | Hitlijsten   | Hitlijsten   | Opmerkingen              |
| Lied                            | Verschijnen       | Album                         | BE (VL)    | BE (VL)    | NL (Top 40) | NL (Top 40) | NL (Top 100) | NL (Top 100) | Opmerkingen              |
| Lied                            | Verschijnen       | Album                         | Piek       | Weken      | Piek        | Weken       | Piek         | Weken        | Opmerkingen              |
| ------------------------------- | ----------------- | ----------------------------- | ---------- | ---------- | ----------- | ----------- | ------------ | ------------ | ------------------------ |
| Kijk me na (met Paul de Munnik) | 2 september 2011  | 't Heerst (Acda en De Munnik) | —          | —          | 7           | 11          | 1 (1 wk)     | 14           | als Keizer en De Munnik  |
| One Thousand Voices             | 16 september 2011 | —                             | —          | —          | 1 (1 wk)    | 8           | 1 (1 wk)     | 10           | als The Voice of Holland |
| Verdwalen                       | 29 januari 2016   | Ik & Simon                    | tip        | —          | tip20       | —           | —            | —            |                          |